# Galapagosek kraterowy
Galapagosek kraterowy (Nesoryzomys narboroughi) – gatunek ssaka z podrodziny bawełniaków (Sigmodontinae) w obrębie rodziny chomikowatych (Cricetidae), występujący endemicznie na wyspach Galapagos.

## Zasięg występowania
Galapagosek kraterowy występuje na wyspie Fernandina, należącej do archipelagu Galapagos u wybrzeżu Ekwadoru:

## Taksonomia
Gatunek po raz pierwszy zgodnie z zasadami nazewnictwa binominalnego opisał w 1904 roku amerykański zoolog Edmund Heller nadając mu nazwę Nesoryzomys narboroughi. Holotyp pochodził z Mangrove Point, na wyspie Fernandina, w Galapagos, w Ekwadorze. 
N. narboroughi był uznawany za młodszy synonim N. indefessus, ale nowsze badania wskazują, że są to raczej odrębne gatunki. Tym niemniej status N. narboroughi wymaga bardziej szczegółowych badań. Autorzy Illustrated Checklist of the Mammals of the World uznają ten takson za gatunek monotypowy.

### Etymologia
- Nesoryzomys: gr. νησος nēsos „wyspa” (tj. Galapagos); rodzaj Oryzomys S.F. Baird, 1857 (ryżniak)[6].
- narboroughi: Narborough Island (obecnie Fernandina), Galapagos, Ekwador[1].

## Morfologia
Długość ciała (bez ogona) 110–172 mm, długość ogona 100–152 mm, długość ucha 13–23 mm, długość tylnej stopy 29–33 mm; masa ciała 77–136 g. 

## Ekologia
Jest spotykany na nizinnych i wyżynnych obszarach wyspy, do 1300 m n.p.m. Lokalnie jest pospolity, ale jego populacja maleje.
Jest to zwierzę nocne, prowadzi naziemny tryb życia. Nie wiadomo, czym się żywi. Na Fernandinie występuje także pokrewny gatunek, galapagosek wulkaniczny.

## Populacja
Gatunek ma ograniczony zasięg występowania i jego liczebność się zmniejsza. Największym zagrożeniem dla niego jest sprowadzenie na wyspę obcych gatunków, takich jak szczur śniady i mysz domowa. Jest obecnie uznawany za gatunek narażony na wyginięcie.